# Li Huirong
Li Huirong (kitajsko: 李惠荣; pinjin: Lǐ Huìróng), kitajska atletinja, * 14. april 1965, Ljudska republika Kitajska.
Ni nastopila na poletnih olimpijskih igrah. Na svetovnih dvoranskih prvenstvih je leta 1991 osvojila srebrno medaljo v troskoku. 25. avgusta 1990 je postavila prvi s strani Mednarodne atletske zveze priznan svetovni rekord v troskoku s 14,54 metra, ki je veljal slabo leto.